# Diapoma
Genre
Diapoma est un genre de poissons téléostéens d'eau douce de la famille des Characidae (ordre des Characiformes).

## Liste d'espèces
Selon World Register of Marine Species (20 juillet 2023) :
- Diapoma alburnum  (Hensel, 1870)
- Diapoma alegretense  (Malabarba & Weitzman, 2003)
- Diapoma dicropotamicus  (Malabarba & Weitzman, 2003)
- Diapoma guarani  (Mahnert & Géry, 1987)
- Diapoma itaimbe  (Malabarba & Weitzman, 2003)
- Diapoma lepiclastum  (Malabarba, Weitzman & Casciotta, 2003)
- Diapoma nandi  Vanegas‐Ríos, Azpelicueta & Malabarba, 2018
- Diapoma obi  (Casciotta, Almirón, Piálek & Říčan, 2012)
- Diapoma pyrrhopteryx  Menezes & Weitzman, 2011
- Diapoma speculiferum  Cope, 1894
- Diapoma terofali  (Géry, 1964)
- Diapoma thauma  Menezes & Weitzman, 2011
- Diapoma tipiaia  (Malabarba & Weitzman, 2003)
- Diapoma uruguayense  (Messner, 1962)

## Systématique
Le nom valide complet (avec auteur) de ce taxon est Diapoma Cope, 1894,.

## Publication originale
- (en) E. D. Cope, « On three new genera of Characinidae », The American Naturalist, Chicago, vol. 38, no 325,‎ janvier 1894, p. 67 (ISSN 0003-0147, e-ISSN 1537-5323, lire en ligne, consulté le 20 juillet 2023).